# Isael da Silva Barbosa
Isael da Silva Barbosa (São Paulo, 1988. május 13. –) brazil labdarúgó, a katari Umm Salal SC játékosa.

## Pályafutása

### Klubcsapatokban
Isael a Grêmio csapatában kezdte pályafutását, ahol 2009-ben mutatkozott be a felnőttek között. 2010-ben kölcsönben a Recife csapatában játszott, akikkel állami bajnokságot nyert. 2011-ben a török másodosztályban szereplő Giresunsporban szerepelt, ugyancsak kölcsönben.
2011 nyarán aláírt a Coritibához, ahol azonban egyetlen tétmérkőzésen sem lépett pályára. Kölcsönben megfordult a Fortaleza és a São Caetano csapataiban, majd fél évet szerepelt a portugál élvonalbeli Nacionalban.
2013-ban szerződött az orosz első osztályú FK Krasznodarhoz. Huszonegy bajnokin kétszer volt eredményes, azonban szerződését nem hosszabbították meg, így távozott a klubtól.

#### Kajrat Almati
2014 júniusában aláírt a kazah Kajrat Almatihoz. Tizennégy bajnokin öt gólt szerzett a bronzérmes csapatban, akikkel novemberben kupát is nyert. A következő szezonban 27 bajnoki találkozón hatszor volt eredményes. Csapatával újra megnyerte a Kazah Kupát, a bajnokságban pedig a második helyen zárt.
Összesen négy idényt töltött a Kajratnál, amellyel még egy kupagyőzelmet és három bajnoki második helyezést szerzett. A 2018-as szezont követően szerződését nem újította meg és elhagyta a csapatot.

#### Ferencvárosi TC
2019 januárjában a Ferencvárosi TC szerződtette, és ekkor ő lett az NB I legdrágább játékosa.
2019 és 2021 közötti három idényben összesen 89 tétmérkőzésen szerepelt a csapat színeiben, ezalatt tizennégyszer volt eredményes és tizenhét gólpasszt adott csapattársainak. Háromszor nyert bajnoki címet a zöld-fehér csapattal, amellyel szerepelt az Európa-liga és a Bajnokok Ligája csoportkörében is.

#### Umm Salal SC
2021 nyarán egyéves szerződést kötött a klubbal.

## Sikerei, díjai
Sport Recife
- Pernambucano állam bajnoka (1): 2010

 Kajrat Almati
- Kazah Kupa-győztes (4): 2014, 2015, 2017, 2018

 Ferencvárosi TC
- Magyar bajnok (3): 2018–2019,[10] 2019–2020,[11] 2020–2021[12]

## Statisztika

### Klubcsapatokban
2021. május 8-án frissítve.
| Klub           | Szezon         | Bajnokság            | Bajnokság     | Bajnokság | Országos kupa | Országos kupa | Ligakupa      | Ligakupa | Nemzetközi kupa | Nemzetközi kupa | Egyéb         | Egyéb | Összesen      | Összesen |
| Klub           | Szezon         | Bajnokság            | Pályára lépés | Gól       | Pályára lépés | Gól           | Pályára lépés | Gól      | Pályára lépés   | Gól             | Pályára lépés | Gól   | Pályára lépés | Gól      |
| -------------- | -------------- | -------------------- | ------------- | --------- | ------------- | ------------- | ------------- | -------- | --------------- | --------------- | ------------- | ----- | ------------- | -------- |
| Giresunspor    | 2010–11        | First League         | 12            | 1         | 1             | 0             | –             | –        | –               | –               | –             | –     | 13            | 1        |
| Giresunspor    | Összesen       | Összesen             | 12            | 1         | 1             | 0             | –             | –        | –               | –               | –             | –     | 13            | 1        |
| Nacional       | 2012–13        | Primeira Liga        | 12            | 3         | 0             | 0             | 3             | 0        | –               | –               | –             | –     | 15            | 3        |
| Nacional       | Összesen       | Összesen             | 12            | 3         | 0             | 0             | 3             | 0        | –               | –               | –             | –     | 15            | 3        |
| FK Krasznodar  | 2012–13        | Orosz Premjer League | 8             | 1         | 0             | 0             | –             | –        | –               | –               | –             | –     | 8             | 1        |
| FK Krasznodar  | 2013–14        | Orosz Premjer League | 13            | 1         | 2             | 1             | –             | –        | –               | –               | –             | –     | 15            | 2        |
| FK Krasznodar  | Összesen       | Összesen             | 21            | 2         | 2             | 1             | –             | –        | –               | –               | –             | –     | 23            | 3        |
| Kajrat Almati  | 2014           | Kazah Premier League | 14            | 5         | 3             | 1             | –             | –        | 4               | 0               | 0             | 0     | 21            | 6        |
| Kajrat Almati  | 2015           | Kazah Premier League | 27            | 6         | 3             | 1             | –             | –        | 8               | 0               | 1             | 0     | 39            | 7        |
| Kajrat Almati  | 2016           | Kazah Premier League | 29            | 7         | 3             | 1             | –             | –        | 4               | 0               | 1             | 0     | 37            | 8        |
| Kajrat Almati  | 2017           | Kazah Premier League | 31            | 8         | 4             | 0             | –             | –        | 4               | 0               | 1             | 0     | 40            | 8        |
| Kajrat Almati  | 2018           | Kazah Premier League | 28            | 13        | 0             | 0             | –             | –        | 5               | 0               | 1             | 0     | 34            | 13       |
| Kajrat Almati  | Összesen       | Összesen             | 129           | 39        | 13            | 3             | –             | –        | 25              | 0               | 4             | 0     | 171           | 42       |
| Ferencváros    | 2018–19        | NB I                 | 9             | 1         | 3             | 0             | –             | –        | 0               | 0               | –             | –     | 12            | 1        |
| Ferencváros    | 2019–20        | NB I                 | 27            | 7         | 2             | 0             | –             | –        | 7               | 0               | –             | –     | 36            | 7        |
| Ferencváros    | 2020–21        | NB I                 | 28            | 6         | 2             | 0             | –             | –        | 11              | 0               | –             | –     | 41            | 6        |
| Ferencváros    | Összesen       | Összesen             | 64            | 14        | 7             | 0             | –             | –        | 18              | 0               | –             | –     | 89            | 14       |
| Karrier összes | Karrier összes | Karrier összes       | 238           | 59        | 23            | 4             | 3             | 0        | 43              | 0               | 4             | 0     | 311           | 63       |